# Coordination SUD
 (août 2018).
Coordination SUD est une organisation de coordination nationale des ONG françaises de solidarité internationale, qui regroupe en 2023 plus de 180 organisations de la société civile française.

## Description
Fondée en 1994, Coordination SUD est une association française loi de 1901. Elle rassemble six collectifs d’ONG et plus de 170 ONG qui mènent des actions humanitaires d’urgence, d’aide au développement, de protection de l’environnement (écologie), de défense des droits humains auprès des populations défavorisées mais aussi des actions d’éducation à la solidarité internationale et de plaidoyer. Les structures membres sont la quasi-totalité des ONG françaises de développement et humanitaires, à l'exception notable de Médecins sans frontières, qui s’en est retirée. 
Son financement est assuré par les cotisations de ses membres, des subventions publiques et des fonds privés.

## Activités
Coordination SUD a publié une étude sur le financement des associations française de solidarité internationale. Cette enquête, a été menée en collaboration avec le ministère de l’Europe et des Affaires étrangères et l’Agence française de développement. Elle permet d'estimer le poids du secteur de la solidarité internationale en analysant comment ont évolué les ressources et des dépenses des associations de solidarité internationale. L'enquête a été réalisée avec un panel de 133 organisations[source secondaire nécessaire].
Coordination SUD assure plusieurs missions :
Elle « fédère et valorise les ONG françaises » qui sont des acteurs clés de la solidarité internationale. Et dans ce cadre, elle « milite pour des politiques de solidarité internationale, d'urgence et de développement » fondées sur plusieurs principes (la solidarité, les droits humaines, la justice et la démocratie). Elle représente alors les positions des ONG auprès des institutions publiques et privées, en France, en Europe et dans le monde.
L'association cherche aussi à renforcer le secteur des ONG françaises, sa professionnalisation par exemple en proposant des formations, un appui au renforcement, du conseil au ONG. Elle gère le Frio, un fonds appuyant les ONG françaises dans leur démarche de professionnalisation.
Depuis plusieurs années, l'association a ouvert un espace emploi sur son site internet, devenu l'un des principaux du secteur humanitaire. Il propose des offres d'emploi liées à l'humanitaire et au développement ainsi qu'une liste de prestataires travaillant dans le secteur.

## Prise de position
Dans l'entre-deux-tours de l'élection présidentielle de 2017 qui oppose Marine Le Pen et Emmanuel Macron, Coordination SUD appelle implicitement dans une tribune avec soixante autres associations à faire barrage à la candidate FN.

## Lobbying
Coordination SUD est inscrit depuis décembre 2017 sur le registre de la Haute Autorité pour la transparence de la vie publique. En 2018, elle déclare exercer des activités de représentation d’intérêts en France pour un montant compris entre 300000 et 400000 euros. En 2019, le montant déclaré est inférieur à 75000 euros.